# ديمترو رازومكوف
ديمترو ألكساندروفيج رازومكوف (بالأوكرانية: Дмитро Олександрович Разумков), سياسي أوكراني من مواليد (8 أكتوبر 1983) رئيس البرلمان الأوكراني التاسع ورئيس حزب خادم الشعب